# Corinth (town)
Corinth – town w Stanach Zjednoczonych, w stanie Nowy Jork, w hrabstwie Saratoga.
Powierzchnia town wynosi 58,14 mi² (około 150,6 km²). W 2010 roku jego populacja wynosiła 6531 osób, a liczba gospodarstw domowych: 3016. W 2000 roku zamieszkiwało je 6259 osób, a w 1990 mieszkańców było 5932.